# Sénat d'Irlande du Nord
Ne doit pas être confondu avec Seanad Éireann.
Palais de Stormont
Le Sénat d'Irlande du Nord (Senate of Northern Ireland en anglais) est la chambre haute du Parlement d'Irlande du Nord de 1921 à 1972.

## Histoire
Le Sénat d'Irlande du Nord est créé en 1921, par application du Government of Ireland Act 1920.
Comme la Chambre des communes, le Sénat est prorogé par le Northern Ireland (Temporary Provisions) Act 1972 (en) et aboli par le Northern Ireland Constitution Act 1973 (en). L'ancienne chambre du Sénat au palais de Stormont est devenue une salle de réunion.

## Rôle
Les pouvoirs et l'influence du Sénat sont limités : il est censé servir de chambre de révision des lois adoptées par la Chambre des communes d'Irlande du Nord (en), mais dans les faits, les débats et les votes qui y prennent place se contentent généralement de reproduire ceux ayant eu lieu à la Chambre des communes.

## Sénateurs
Le Sénat d'Irlande du Nord se compose de 26 membres. 24 sont élus au scrutin à vote unique transférable par les membres de la Chambre des communes pour un mandat de huit ans. Les élections ont lieu tous les quatre ans pour renouveler la moitié du Sénat. Pour les premières élections, en 1925, les sénateurs devant être réélus sont tirés au sort. En cas d'élection partielle, la coutume veut que seuls les députés représentant le comté concerné participent.
Les deux derniers sénateurs sont des membres ex officio : le lord-maire de Belfast et le maire de Londonderry (en). Ce dernier poste étant vacant à partir de 1969, le Sénat ne compte que 25 membres pendant ses dernières années d'existence.
Le Sénat est dirigé par un speaker et compte deux vice-présidents. Les relations entre le gouvernement et le Sénat relèvent du leader du Sénat. Le poste de vice-leader du Sénat est aboli en 1961.
Politiquement, le Sénat est dominé tout au long de son existence par le Parti unioniste d'Ulster, qui détient constamment la majorité absolue des sièges. Il compte au cours de son histoire 142 sénateurs.
| Élection | Unionistes | Travaillistes (en) | Nationalistes (en) | Unionistes ind. (en) | Indépendants |
| -------- | ---------- | ------------------ | ------------------ | -------------------- | ------------ |
| 1921     | 24         | 0                  | 0                  | 0                    | 0            |
| 1925     | 23         | 1                  | 0                  | 0                    | 0            |
| 1929     | 20         | 1                  | 3                  | 0                    | 0            |
| 1933     | 18         | 0                  | 5                  | 1                    | 0            |
| 1937     | 20         | 0                  | 4                  | 0                    | 0            |
| 1945     | 18         | 1                  | 2                  | 1                    | 0            |
| 1949     | 17         | 1                  | 5                  | 1                    | 0            |
| 1953     | 18         | 0                  | 5                  | 0                    | 1            |
| 1957     | 19         | 0                  | 4                  | 0                    | 1            |
| 1962     | 18         | 1                  | 4                  | 0                    | 1            |
| 1965     | 18         | 2                  | 4                  | 0                    | 0            |
| 1969     | 16         | 2                  | 5                  | 0                    | 0            |

Neuf sénateurs sont également pairs du royaume : les troisième et quatrième ducs d'Abercorn, le vicomte Bangor, le vicomte Charlemont, le marquis de Dufferin et Ava, le baron Glentoran, le marquis de Londonderry, le vicomte Massereene et Ferrard, et Lord Pirrie.